# George Dayton

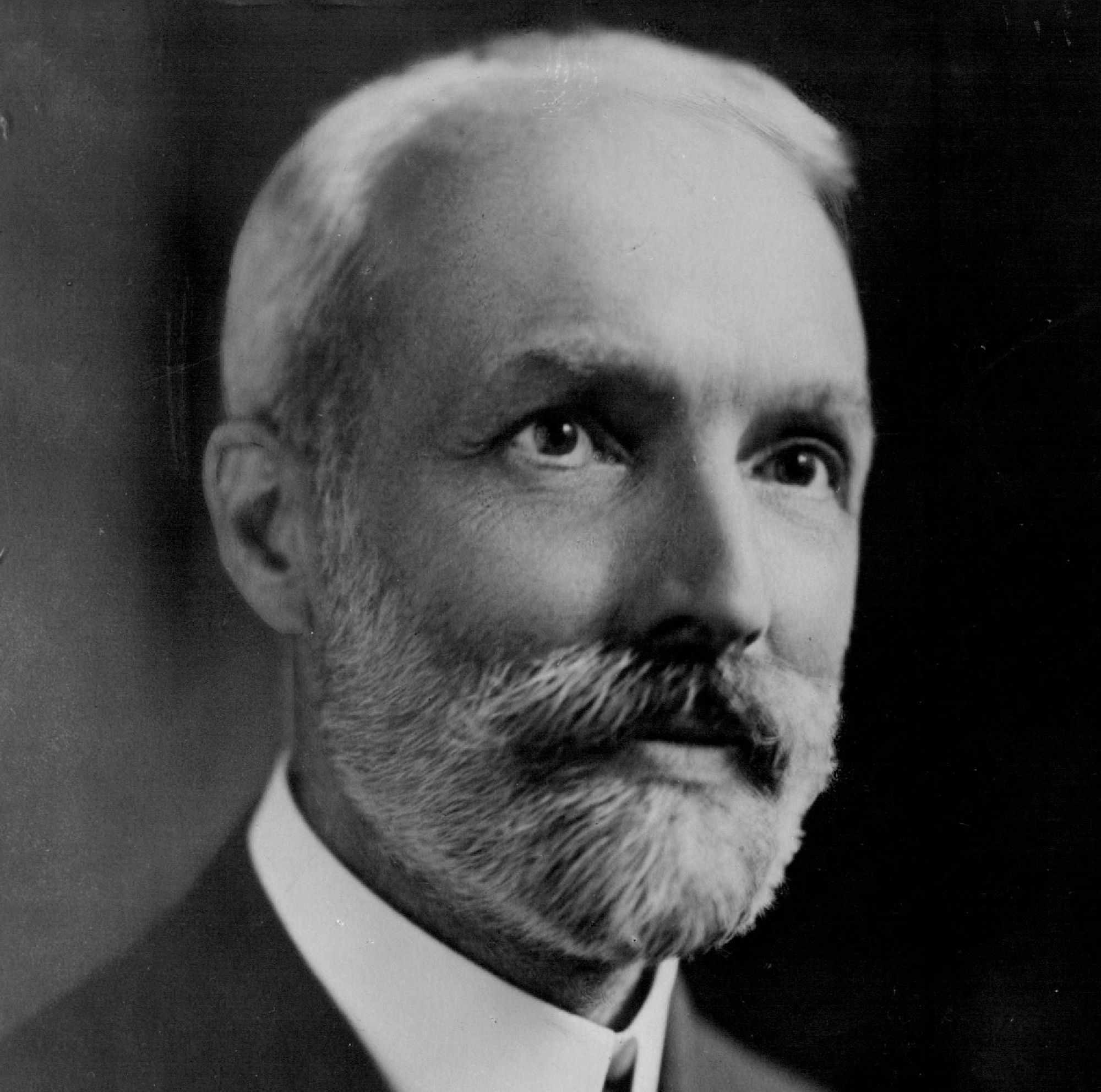
George Draper

George Dayton (* 6. März 1857 in Clifton Springs, New York; † 18. Februar 1938 in Minneapolis, Minnesota) war ein US-amerikanischer Unternehmer.

## Leben
Dayton entstammte einer presbyterianischen Familie. Er begann seine Laufbahn als Bankier und leitete schließlich die Bank of Worthington. In dieser Position begann er größere Bauprojekte durchzuführen, die das Stadtbild von Minneapolis prägten. Eines seiner Projekte war im Jahr 1902 ein mehrstöckiges Kaufhaus. Hier übernahm er nach einem Jahr das Geschäft seines Hauptmieters und stieg erfolgreich in den Einzelhandel ein. Aus seinen Aktivitäten entwickelte sich der bedeutende US-amerikanische Einzelhandelskonzern Target in Roseville, Minnesota. Dayton heiratete 1878 Emma Chadwick.